# Anten–Gräfsnäs Järnväg
| Head station |

| Station on track |

| Stop on track |

| Unknown BSicon "eHST" |

| Unknown BSicon "ABZgl" | Unknown BSicon "STR+r" |

| Straight track | Non-passenger end station |

| Station on track |

| Enter and exit tunnel |

| End stop |

|  |  |

|  |  |

| Head station |

| Station on track |

| Stop on track |

| Unknown BSicon "eHST" |

| Unknown BSicon "ABZgl" | Unknown BSicon "STR+r" |

| Straight track | Non-passenger end station |

| Station on track |

| Enter and exit tunnel |

| End stop |

|  |  |

|  |  |

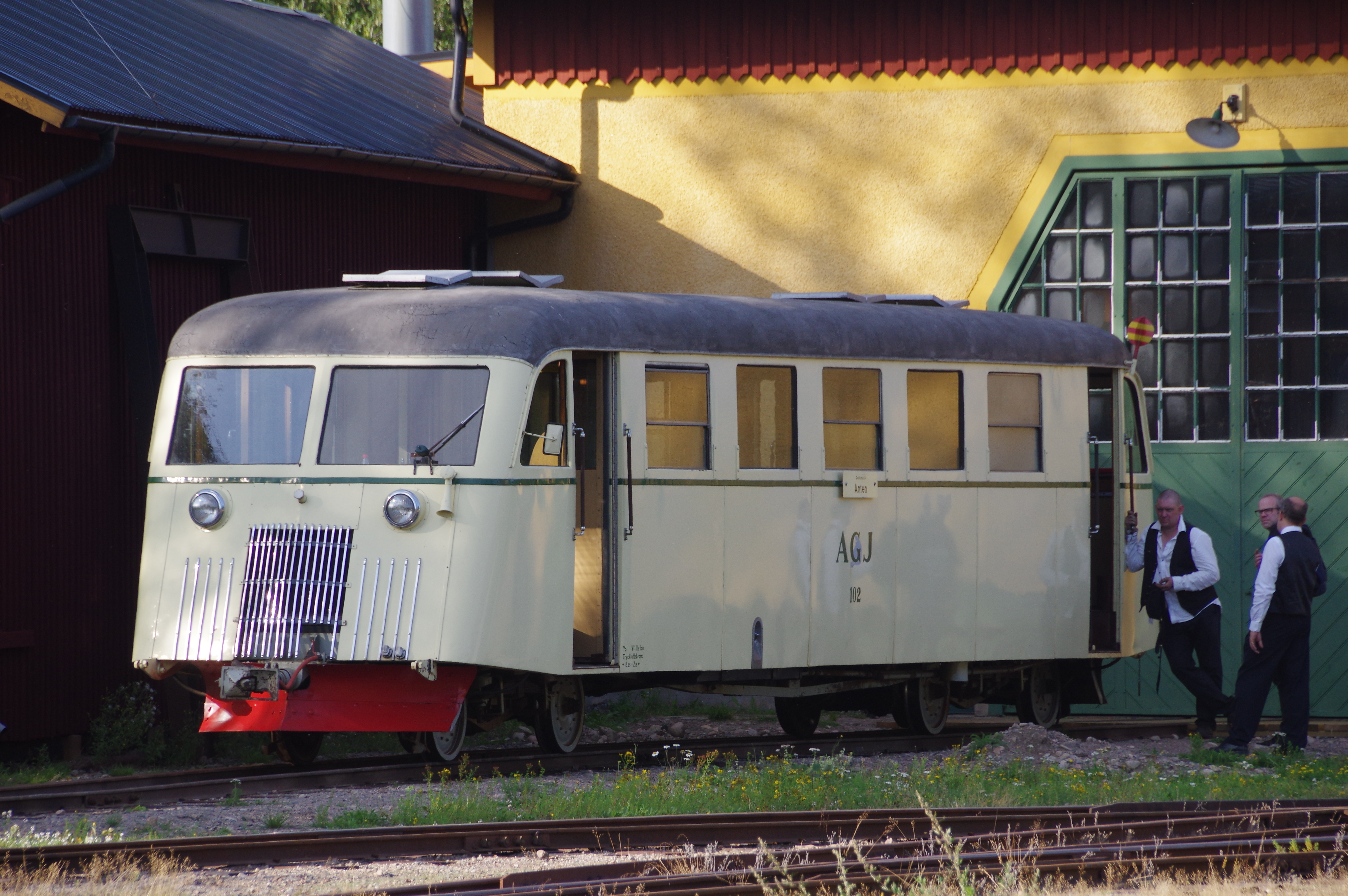
Hilding Carlsson-rälsbuss, littera Yp, i Anten

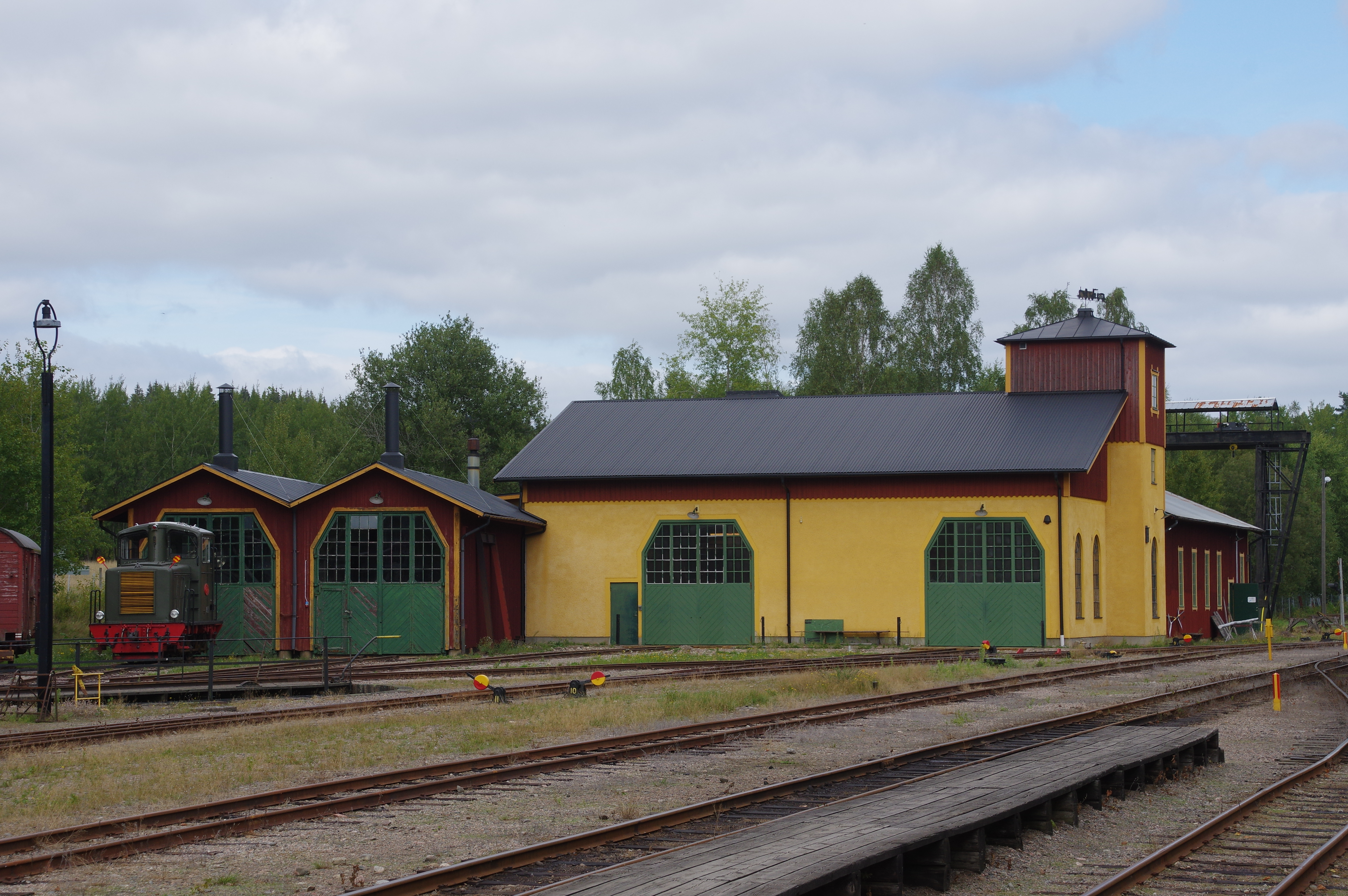
Lokstallet i Anten

Anten–Gräfsnäs Järnväg är en tolv kilometer lång oelektrifierad smalspårig (891 mm) museijärnväg, belägen omkring 10 kilometer nordväst om Alingsås i Västergötland. Järnvägen var ursprungligen en del av Västergötland–Göteborgs Järnväg (Västgötabanan), som gick mellan Göteborg och Skara och som trafikerades 1900–1967 (vissa delar till 1986). 
Järnvägslinjen används för turisttrafik från Antens station, mot nordost utmed sjön Anten till Gräfsnäs slottspark. Sydväst om Anten fortsätter banan dessutom genom Brobackatunneln till Brobacka hållplats. En del av järnvägen blev byggnadsminne 2010.

## Historik
År 1965 bildades den ideella föreningen Stora Lundby Järnvägsmuseum, då Statens Järnvägar, som trafikerat Västgötabanan, börjat en avvecklingsprocess med skrotning av brukade järnvägsfordon. Entusiaster sökte istället få omhänderta och bevara dessa för kulturminnestrafik. Genom insamlingar och försäljning av andelsbevis fick man ihop tillräckligt mycket pengar för att kunna köpa ett par ånglok och ett antal personvagnar. 
År 1966 beslöts att resterande person- och godstrafik på Västgötabanan skulle läggas ned på sträckan Sjövik-Göteborg och en del av banvallen brukas för annat, varvid spåren revs upp söder om Sjövik. Detta gjorde att föreningen flyttade sin verksamhet till Sjövik. 
Senare beslöts att resterande persontrafik på Västgötabanan skulle läggas ned, vilket gjordes under sommaren 1970. Därefter revs järnvägen söder om Nossebro, förutom sträckan Brobacka-Anten-Gräfsnäs slottspark.
År 1970 fick föreningen börja arrendera resterande järnvägsspår från SJ för att kunna nyttja bevarade tåg och man antog sitt nuvarande namn, Museiföreningen Anten–Gräfsnäs Järnväg (AGJ).
År 1999 köpte föreningen merparten av järnvägen av staten. Föreningen äger således idag denna bana och förvaltar den som en kulturell attraktion. Sedan 2010 klassas en del av anläggningen som byggnadsminne.

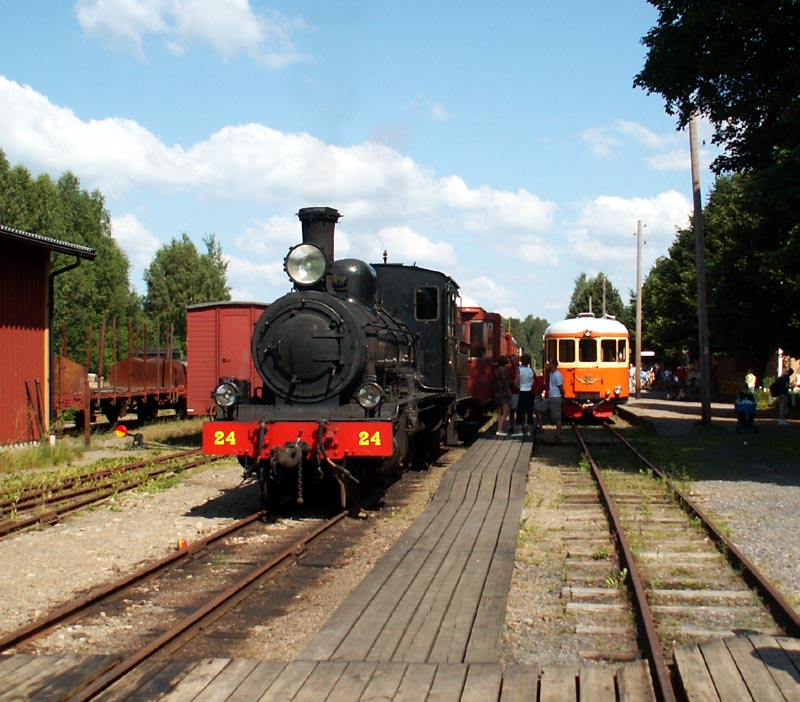
Tåg vid Antens station

## Trafik och verksamhet
Turisttrafik bedrivs sommartid från Antens station. Detta sker dels med ångloksdragna tåg från tidigt 1900-tal, dels med motorvagnar från 1950-talet.
Föreningen AGJ hade (2011) bland annat elva ånglok och flera andra typer av järnvägsfordon som förevisas offentligt i utställningshall, tillika järnvägsstationer och ett för verksamheten uppfört lokstall.
Sedan 2017 har Anten–Gräfsnäs Järnväg även bedrivit tomtetågstrafik första och andra advent.

## Stationer och hållplatser

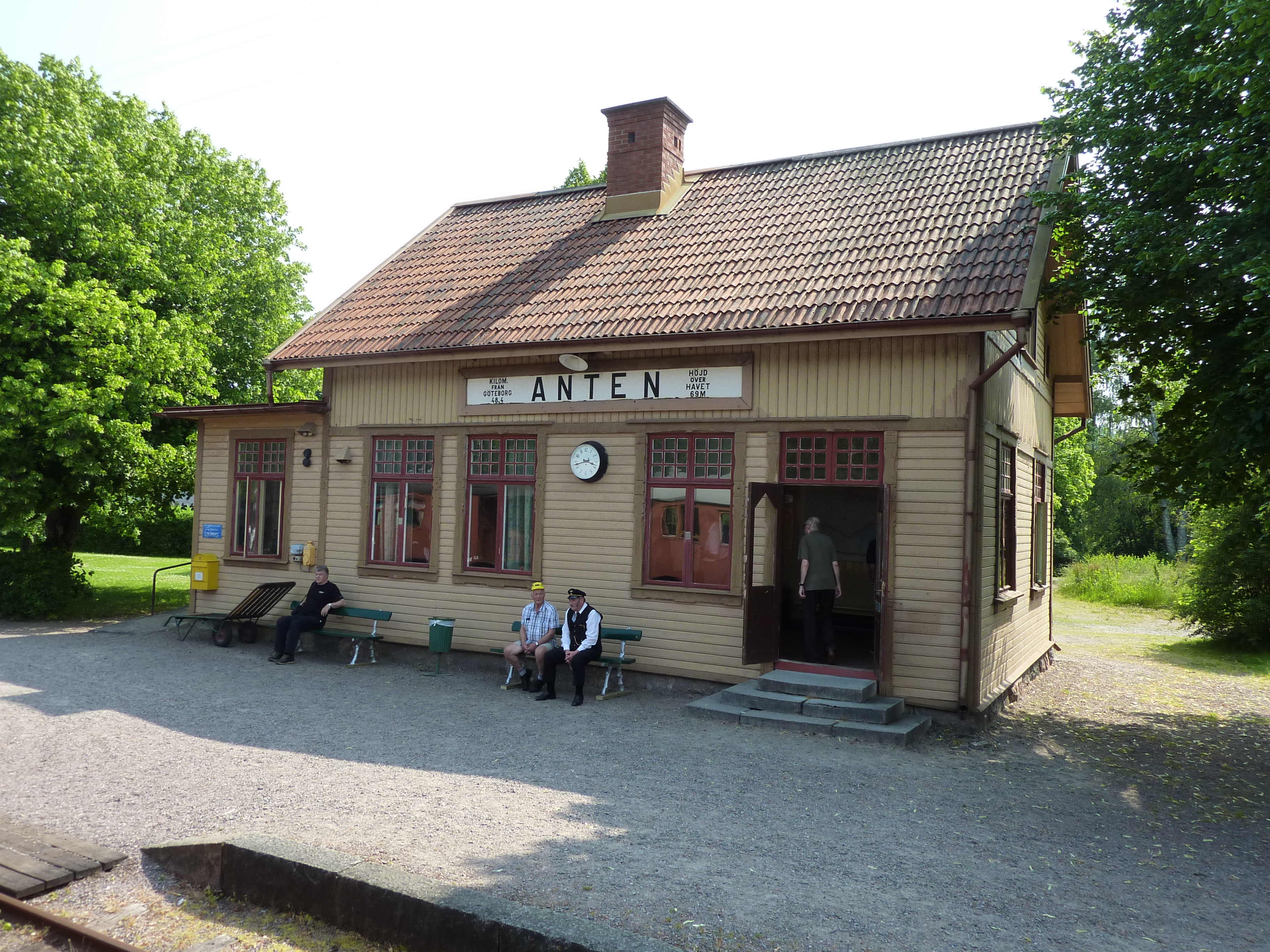
Antens station

- Brobacka hållplats
- Antens station
- Arelids hållplats
- Kvarnabo station i Kvarnabo
- Gräfsnäs station

## Byggnadsminne
Sträckan mellan Humlebo banvaktstuga, Arelids hållplats och Kvarnabo station är byggnadsminne sedan den 20 augusti 2010. Frågan om byggnadsminnesförklaring av Anten-Gräfsnäs Järnväg väcktes år 1977 av Länsstyrelsen i dåvarande Älvsborgs län, Järnvägen ägdes då av staten genom SJ. Frågan om byggnadsminnesförklaring togs åter upp år 1996. År 1999 köptes merparten av järnvägsmarken av museiföreningen och Länsstyrelsen utarbetade förslag till skyddsbestämmelser, vilka remitterades i maj 1999. Då Riksantikvarieämbetet under remissomgången framförde att järnvägens kulturhistoriska betydelse behövde utredas vidare, fick Regionmuseum Västra Götaland och industrimuseet Innovatum Länsstyrelsens uppdrag att förnya en tidigare utförd utredning. Bland annat skulle Anten-Gräfsnäs Järnväg jämföras med andra smalspåriga järnvägar i Sverige.
Två rapporter lades fram i början av år 2001, vilka bekräftade att järnvägen utgjorde ett synnerligen märkligt bebyggelseområde och därför kunde förklaras som byggnadsminne. Riksantikvarieämbetet ansåg dock inte att de stränga kraven i kulturminneslagen uppfylldes, då järnvägen endast utgjorde en mindre del av den ursprungliga sträckan. Dessutom var stationerna i Anten och Gräfsnäs kraftigt förändrade.
Museiföreningen väckte åter frågan om byggnadsminnesförklaring i oktober 2008, då avseende Humlebo banvaktstuga. Länsstyrelsen ansåg att det var ett alltför snävt avgränsat byggnadsminne, men föreslog att järnvägssträckan och de autentiska bebyggelsemiljöerna mellan Humlebo banvaktstuga och den oförändrade stationsanläggningen i Kvarnabo skulle byggnadsminnesförklaras.